# Тунгирский хребет
Тунги́рский хребе́т — горный хребет на востоке Забайкальского края России, в системе нагорья Олёкминский Становик. Служит водоразделом между верхними течениями рек Олёкма и Тунгир.
Хребет протягивается на расстояние более 300 км в северо-восточном направлении, до низовьев Тунгира и далее до административной границы с Амурской областью. Ширина хребта колеблется от 60 до 80 км. Преобладающие высоты составляют 1100—1500 м, высшая точка — Гуран (1807 м).
Хребет сложен преимущественно метаморфическими породами позднеархейских формаций, прорванными местами телами позднепалеозойских и мезозойских гранитоидов. В рельефе преобладают среднегорья со значительной степенью горизонтального и вертикального расчленения, с господством относительно крутых склонов с курумами и скальными выступами. Преобладающие типы ландшафта — горная тайга с марями, предгольцовые редколесья, каменистые гольцы со стлаником.

## Топографические карты
- Лист карты N-50-XII. Масштаб: 1 : 200 000. Указать дату выпуска/состояния местности.
- Лист карты N-50-XVIII Тупик. Масштаб: 1 : 200 000. Состояние местности на 1984 год. Издание 1991 г.